# Etničke grupe Bangladeša
Etničke grupe Bangladeša, 161,318,000 stanovnika (UN Country Population; 2008)

## A
- Abdul	26,000, govore bengali
- Agaria, 300
- Aguri	900 govore bengali
- Ahang	30
- Ahmadi	2,000 govore bengali
- Ahom	30
- Akhandji	500
- Amat	200
- Anglo	16,000
- Ansari	1,188,000
- Arapi	80
- Arleng	800
- Arora, 1,000
- Asur	1,200

## B
- Badaik	1,000
- Badhai,	1,600
- Bagdi	76,000
- Bahelia, 2,200
- Baidya, Hindu, 124,000; Baidya, 500
- Baiga	2,900
- Bairagi, 230,000
- Baiti	6,000
- Bajikar, 	100
- Balija, 100
- Baludži, Istočni	300
- Bania, Agarwal	2,500
- Bania, Agrahari	900
- Bania, Bais	2,400
- Bania, Gandha Banik	8,400
- Bania, Jaiswal	200
- Bania, Kasarwani	600
- Bania, Kasaundhan	700
- Bania, Khatri	5,100
- Bania, Mahajan	800
- Bania, Mahesri	1,000
- Bania, Rauniar	1,100
- Bania, Saraogi	20
- Bania, Subarna Banik	5,300
- Bania	26,000
- Bantar	60
- Banjara, 3,200
- Bari, Hindu	200
- Bathudi	200
- Bauri	9,600
- Bawaria, Sikh	30
- Bedia, 37,000
- Beg	700
- Behara	53,000
- Beldar, Hindu	8,600
- Berua	10,000
- Besya, 8.400
- Bhandari	200
- Bhangi, Hindu	9,800
- Bhar	5,000
- Bhaskar	200
- Bhat, 1,800
- Bhathiara,  nepoznato
- Bhatia, 20
- Bhil	400
- Bhoi,	8,400
- Bhotia,
- Bhottada	100
- Bhuinhar	800
- Bhuinmali	107,000
- Bhuiya	13,000
- Bhumij	28,000
- Biharci 901,000
- Bind	9,200
- Binjhia	5,800
- Birhor	600
- Birjia	300
- Biswas,
- Brahui	400
- Britanci	11,000
- Buna, 101,000
- Burmanci	295,000

## C
- Chain	25,000
- Chak	2,800
- Chakma	414,000
- Chamar	84,000
- Chasadhobi	9,500
- Chaudhari	200
- Chero	4,200
- Chhetri	200
- Chhimba, 50
- Chik Baraik	4,400
- Chin, Kuki	9,200

## D
- Dabgar, 400
- Dahiara	200
- Dai	46,000
- Dalu	2,300
- Damai	200
- Daphtari	500
- Darzi, 15,000
- Dhangar	200
- Dhanuk	1,700
- Dhimal	20
- Dhobi	191,000
- Dholi, 49,000
- Diwan	100
- Doai	2,600
- Dom, 23,000
- Dosadh, 13,000
- Dulia	6,900
- Dura, nepoznato

## E
- Eurazijci, Angloindijski	95,000

## F
- Faqir	4,900

## G
- Gadaria, 2,500
- Gain	6,200
- Ganak	4,700
- Ganda	200
- Gandpal	1,100
- Garo, Bodo	28,000
- Garo	143,000
- Gauda	200
- Ghasi, 1,200
- Ghazi	59,000
- Ghosi, 30
- Ghulam	4,100
- Ghusuria	40
- Gokha, 20
- Gond	5,700
- Gonrhi	5,000
- Gorait	600
- Gosain, 1,100
- Guria	200
- Gurung	800

## H
- Hadi	58,000
- Hajam	365,000
- Hajang	17,000
- Halam	1,900
- Halwai, 80,000
- Hazra	700
- Ho	65,000

## I
- Indoburmanci	68,000

## J
- Jamadar	300
- Jamatia	5,000
- Jaraj	18,000
- Jat, 21,000
- Jhalo Malo	268,000
- Jharudar	300
- Jhinwar, 300
- Jimdar	80
- Jogi, 602,000
- Jotdar	1,500
- Julaha	200

## K
- Kachari, Dimasa	12,000
- Kadar	2,400
- Kaghazi	2,200
- Kahar, 3,700; 82,000
- Kaibartta	451,000
- Kalal, 	1,200
- Kalingi	40
- Kalu	72,000
- Kalwar, 3,000
- Kamboh, 400
- Kandra	200
- Kandu	16,000
- Kantonski Kinezi	3,800
- Kanjar, 800
- Kaora	4,800
- Kapali	203,000
- Karadar	2,300
- Karan	80
- Karenga	1,500
- Karmali	2,800
- Kasar	6,500
- Kašmirci 200
- Kawar	3,000
- Kayastha	1,859,000
- Khadala	2,200
- Khairwar	500
- Khami	5,200
- Khandait	1,600
- Kharia	10,000
- Kharwar	8,800
- Khas	30
- Khasi	79,000
- Khatik, 300
- Khatri, 400
- Khavar	20
- Khomoi	nepoznato
- Khyang	1,800
- Kichak	20
- Kisan	3,600
- Koiri	6,100
- Kol	1,600
- Koli	700
- Kolta	90
- Konai	12,000
- Konwar	60
- Kori	11,000
- Korku	2,200
- Korwa	2,300
- Kotal	200
- Kotwal	200
- Kui, Kuvi Khond	4,800
- Kuli	400
- Kumhar	261,000
- Kunbi	500
- Kurmi	70,000
- Kusiari	3,600

## L
- Labana, 300
- Laheri, 3,400
- Lepcha	nepiznato
- Limbu	200
- Lodha	40
- Lohait Kuri	1,100
- Lohana	10
- Lohar	186,000
- Lohara	17,000
- Lunia, 34,000
- Lushai, Mizo	9,600

## M
- Madari	4,300
- Magar	1,500
- Mahaldar	300
- Mahanta	700
- Mahar, 300
- Mahara	8,100
- Mahili, Mahle	30,000
- Mahishya	685,000
- Mahratta Kunbi	200
- Mahtam, 600
- Mahyavanshi	100
- Majhwar	15,000
- Mal, 23,000
- Mali	128,000	Bengali
- Mallah, 31,000
- Mallik, 37,000
- Malto	36,000
- Mandala,
- Mandarinski Kinezi	6,600
- Manipuri, Meitei	31,000
- Maramei	40
- Markande	70
- Marma	43,000
- Marua	30
- Masalchi	2,500
- Matang	20
- Matia	38,000
- Maulangi	500
- Mazhabi	600
- Mech	900
- Mir	27,000
- Mirdas, 600
- Mirzakhani	7,100
- Mishri	2,000
- Mochi, 328,000
- Moghal	39,000
- Mru, Mro	31,000
- Munda	136,000
- Munnur	100
- Munshi	600
- Musahar, 10,000
- Mutrasi	100

## N
- Naga	nepoznato
- Nagar	80
- Nagarchi,
- Nai	37,000
- Nalband	100
- Naliya, 900
- Namasudra, 3,202,000
- Nat, 14,000
- Nepalci	1,200
- Newah	1,200
- Nikari, 51,000
- Noatia	1,300

## O
- Oraon, Kurux

## P
- Paik	60
- Paliya	82,000
- Pan	3,700
- Panika	60
- Pankhu, Panko	3,700
- Parhaiya	2,900
- Parja	200
- Parsee	700
- Pasi, 4,500
- Paštunci, Južni	153,000
- Patial	8,200
- Patni, 114,000
- Patwa, 7,600
- Pawaria, 200
- Perzijanci	800
- Peshakar	600
- Pinjara	28,000
- Pnar	5,400
- Pod	9,000
- Poi	30
- Pundari	9,900

## Q
- Qassab	14,000
- Qazi	13,000

## R
- Rabha	100
- Radžputi	700
- Rai	900
- Rajbansi	1,626,000
- Rajbhar	1,800
- Raju	200
- Rajwar	9,300
- Rakhine, Arakanci	184,000
- Ralte	30
- Ramdasia, Sikh	300
- Ranabhat	60
- Rangrez, 2,100
- Rasua	900
- Rathawa	30
- Raute	1,300
- Rautia	500
- Rayeen,

## S
- Sagarbanshi	60
- Saharia	4,000
- Saini, 400
- Sankara	13,000
- Santali, Satar	622,000
- Saora	1,100
- Sardar,
- Sarera, 600
- Sarki	600
- Sauria Paharia	4,600
- Sayyid	1,038,000
- Shabar	200
- Shaikh	130,437,000
- Shanan	21,000
- Sherpa	30
- Sikligar, 1,800
- Sindhi 3,600
- Siyalgir	300
- Sonar	11,000
- Sonowar	400
- Sukli	40
- Sunri, 648,000
- Sutradhar, 208,000

## T
- Tamang, Istočni	800
- Tamboli, 295,000
- Tangchanghya	34,000
- Tanti, 93,500
- Tarafdar	3,500
- Tarkhan, 1,400
- Teli	139,000
- Thakuri	300
- Tharu	nepoznato
- Thathera, 200
- Tili, 81,000
- Tipura, Kok Borok	119,000
- Tirendaj	300
- Tiyar	58,000
- Tuikuk	1,900
- Turaiha	2,100
- Turi	18,000

## U
- Uchai	9,800

## V
- Vaghri, 30

## Y
- Yadava	214,000

## Ž
- Židovi	nepoznato